# 平山亮太郎
平山 亮太郎（ひらやま りょうたろう、1904年7月30日 - 1971年2月15日）は、日本の経営者。野村不動産社長を務めた。

## 経歴
大阪府大阪市出身。1929年に京都帝国大学経済学部を卒業し、同年に野村證券に入社。野村財閥の創始者である野村徳七にかわいがられ、指導を受け、1946年4月に取締役に就任し、1947年8月に常務、1952年8月に専務、1956年11月に副社長を経て、1959年6月に野村不動産社長に就任した
大阪証券取引所理事、大阪証券業協会理事、京都大学講師、読売テレビ放送取締役なども歴任した。
著書に「証券市場論講義」がある。